# Лёгкий форвард

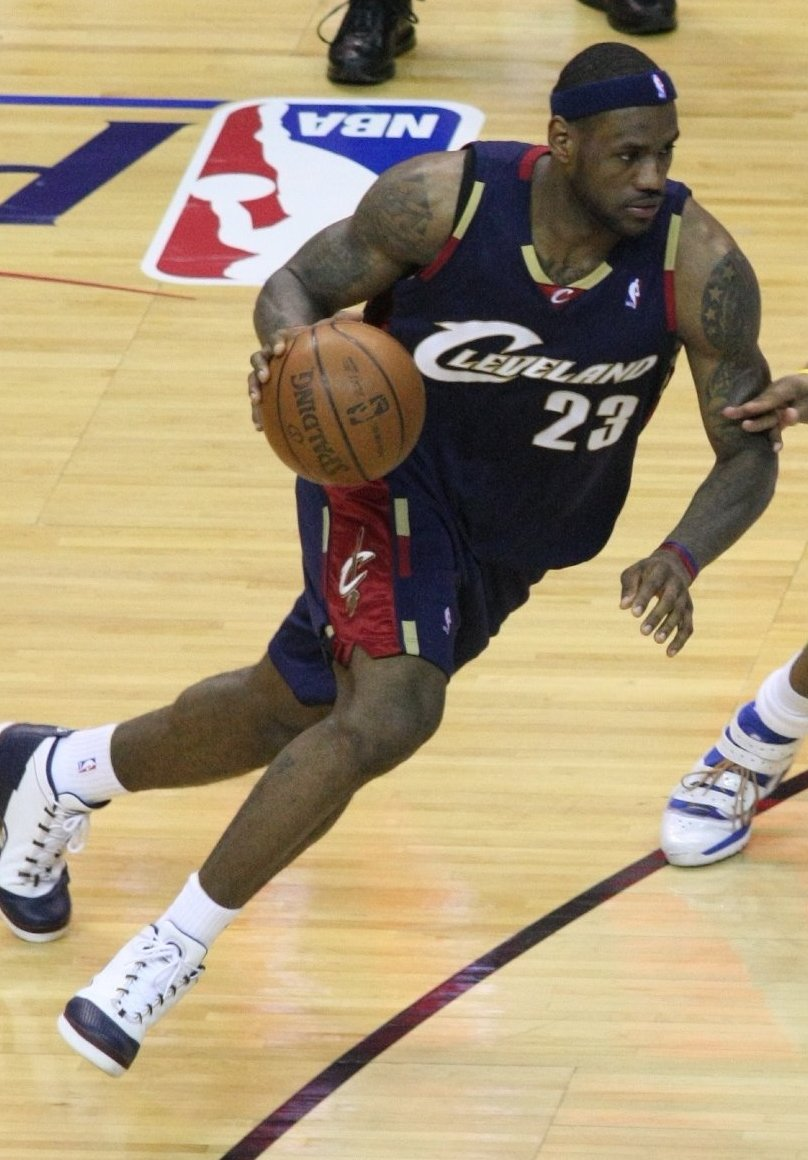
Один из лучших игроков НБА Леброн Джеймс

Лёгкий форвард (англ. Small Forward) или третий номер — позиция игрока в баскетбольной команде. Основной задачей для такого игрока, как и для атакующего защитника, является набор очков, но в отличие от защитников, игроки нападения обладают более высоким ростом и, следовательно, лучше подбирают мяч и блокируют броски. Рост, как правило от 200 до 210 см.
Цели игрока на данной позиции в большей степени относятся к нападению. Лёгкий форвард должен обладать хорошим броском практически со всех дистанций. Высокая скорость и рост позволяют лёгким форвардам уверенно совершать проходы под кольцо. Благодаря скорости и координации этот игрок легко может обойти тяжёлого форварда или высокого центрового. В случае опеки лёгкого форварда первыми или вторыми номерами, используя свой рост, этот игрок легко может переиграть более низких оппонентов.
Так же как и атакующий защитник, но уже более акцентировано, лёгкий форвард идёт на подборы. Однако в данном случае, это уже скорее обязанность игрока данного амплуа – подбирать отскочившие мячи. Используя скорость, рост и координацию лёгкий форвард может и должен активно помогать своим центровым в подборе на обоих щитах. Подборы в нападении от игроков периметра, к которым относится лёгкий форвард, часто становятся неожиданностью для соперника и возможностью набора лёгких очков.
Рост, скорость и прыгучесть лёгких форвардов являются сильным оружием этих игроков в перехватах и подстраховке. Игроки данного амплуа вполне успешны в защите и подстраховке. Быстрый и прыгучий нападающий может успеть блокировать бросок соперника уже в последний момент, у самого кольца. Блок-шот – это одно из важных умений лёгкого форварда. Последнее время наметилась тенденция: что лёгкие форварды самые атлетичные и универсальные игроки своих команд, способные играть на нескольких позициях (Леброн Джеймс, Кевин Дюрант, Николя Батюм, Пол Джордж), являясь ключевыми игроками своих команд, если не в атаке, то в обороне. Многие лёгкие форварды, постепенно, с годами, набирают массу и теряют в скорости (Дирк Новицки, Пау Газоль) или в силу необходимости для команды (Леброн Джеймс) смещались на позиции тяжёлых форвардов.

## Лучшие представители в НБА
В январе 2016 года сайтом ESPN.com был составлен список самых выдающихся игроков в истории НБА на каждой из пяти баскетбольных позиций. Далее представлен список лучших лёгких форвардов:
- Леброн Джеймс (2003—н. в.)
- Ларри Бёрд (1979—1992)
- Джулиус Ирвинг (1971—1987)
- Кевин Дюрант (2007—н. в.)
- Элджин Бэйлор (1958—1971)
- Скотти Пиппен (1987—2004)
- Джон Хавличек (1962—1978)
- Рик Бэрри (1965—1980)
- Джеймс Уорти (1982—1994)
- Доминик Уилкинс (1982—1999)